# Stara Synagoga w Zamościu
Stara Synagoga w Zamościu – pierwsza drewniana bożnica w Zamościu, zbudowana w 1590 roku. W kolejnych latach została zastąpiona przez nową, renesansową synagogę.